# Souroubea dasystachya
Souroubea dasystachya är en tvåhjärtbladig växtart som beskrevs av Ernest Friedrich Gilg, Amp; Werderm. och Ernst Heinrich Georg Ule. Souroubea dasystachya ingår i släktet Souroubea och familjen Marcgraviaceae. Inga underarter finns listade i Catalogue of Life.